# Assassin’s Creed Rogue
Assassin’s Creed Rogue ist ein im November 2014 erschienenes Computerspiel von Ubisoft. Es gehört, wie alle Teile der Assassin’s-Creed-Reihe, dem Action-Adventure-Genre an. Es ist der insgesamt siebte Teil der Reihe und der letzte Teil der Serie, der für die Spielkonsolen Xbox 360 und PlayStation 3 erschienen ist.
Entwickelt wurde der Titel von Ubisoft Sofia in Kooperation mit Ubisoft Singapore, Ubisoft Montreal, Ubisoft Quebec, Ubisoft Chengdu, Ubisoft Milan und Ubisoft Bukarest.
Das Spiel stellt eine Verbindung zwischen Assassin’s Creed IV: Black Flag und Assassin’s Creed III her und bildet den Abschluss der Kenway-Saga. Zudem besteht eine Verbindung zum gleichzeitig erschienenen Assassin’s Creed Unity.

## Handlung
Die Handlung beginnt ein Jahr nach den Ereignissen von Black Flag, mit einem neuen, unbenannten Spielercharakter aus der Ich-Perspektive, der für Abstergo Entertainment arbeitet. Bei der Untersuchung der Erinnerungen von Shay Patrick Cormac, einem Assassinen, der im Nordatlantik während des Siebenjährigen Krieges in Nordamerika handelt, wird versehentlich ein versteckter Virus ausgelöst, der die Abstergo-Server lahm legt. Der Spieler wird von Melanie Lemay und dem Chef von Abstergo, Otso Berg, beauftragt, Cormacs Erinnerungen weiter zu erkunden und das Animus-System wieder online zu bringen. Zusätzlich finden sich Hinweise, dass Shay sich von den Assassinen abgewendet hat, um sich den Templern anzuschließen.
Die Handlung um Shay Patrick Cormac spielt zur Zeit des Siebenjährigen Krieges und begleitet den Hauptcharakter Shay Patrick Cormac bei seiner Wandlung vom Assassinen zum Templer. Dabei trifft der Spieler unter anderem auf den Templer Haytham Kenway, der bereits Auftritte in Assassin’s Creed III und Assassin’s Creed IV: Black Flag hatte und der versucht, den nordamerikanischen Assassinenorden auszurotten. Die Rahmenhandlung des Spiels ist in Nordamerika angesiedelt. So besucht der Spieler New York und das Appalachian River Valley sowie den nordatlantischen Ozean.
Das Spiel beginnt mit der Ausbildung von Shay Patrick Cormac. Dieser ist ein Neuzugang in der Bruderschaft der Assassinen und wird von Hope Jensen und seinem guten Freund Liam O’Brien ausgebildet. Nachdem Shay auf den Chevalier de La Vérendrye trifft, kapert er die Brigg Morrigan. Achilles Davenport, der Anführer der lokalen Assassinen, sieht Potenzial in Shay. Im Glauben, dass er in der Bruderschaft eine aktivere Rolle spielen kann, entsendet ihn Achilles mit der Morrigan, ein Eden-Artefakt zu entziffern und die Standorte der weltweit verstreuten Edensplitter zu finden.
Cormac beginnt mehr und mehr damit die Motive der Assassinen in Frage zu stellen, angefangen mit der Tötung von Lawrence Washington, der bereits an Tuberkulose erkrankt war. Weiterhin löst Shay im Auftrag der Assassinen 1755 ungewollt das Erdbeben von Lissabon aus, was so bereits 1751 in Haiti geschah. Dies lässt ihn an den Assassinen zweifeln und als er ihnen entfliehen will, nachdem er das wichtige Manuskript gestohlen hat, wird er von seinen Assassinenbrüdern verfolgt und an eine Meeresklippe gedrängt. Er beschließt Selbstmord zu begehen und wird beim Sprung von den Klippen vom Chevalier de La Vérendrye angeschossen.
Shay Cormac wird von einem Templer gerettet und nach New York gebracht. Ein Ehepaar nimmt Cormac bei sich auf und pflegt ihn gesund. Hierbei erfährt er, dass kriminelle Banden das Ehepaar und die Bevölkerung von New York unterdrücken. Nach seiner Rekonvaleszenz nutzt Shay seine erlernten Assassinenfähigkeiten, um die kriminellen Banden aus der Stadt zu vertreiben. Seine Aktionen erwecken die Aufmerksamkeit von Colonel George Monro, welcher Cormac die Chance bietet, die Stadt wieder aufzubauen.
Shay unterstützt Colonel Monro und die britische Armee in ihren Kämpfen gegen die Franzosen und erfährt dabei, dass sein ehemaliger Lehrmeister Achilles die französischen Kriegsanstrengungen unterstützt. Monro offenbart sich gegenüber Shay, dass er ein Templer ist und von seinem früheren Werdegang als Assassine weiß. Um die Loyalität Shay Cormacs zu prüfen, bietet Colonel Monro ihm verschiedene Aufträge an, Cormac akzeptiert. Monro wird bei einem Angriff auf ein britisches Fort von einem Assassinen verwundet und stirbt an den Folgen des Kampfes. Shay erweist sich als loyaler Templer und wird von dem Großmeister Haytham Kenway, dem Vater von Connor Kenway aus Assassin’s Creed III und Sohn von Edward Kenway aus Assassin’s Creed IV: Black Flag, in den Bund der Templer aufgenommen. Hilfe erfährt er auch von Benjamin Franklin und dem berühmten Seefahrer James Cook.
Shay entschließt sich die Assassinen aufzuhalten, die ein drittes Erdbeben auslösen wollen und dabei wieder den Tod tausender unschuldiger Leben in Kauf nehmen. Er beginnt die nordamerikanischen Assassinen zu jagen und rottet sie fast vollständig aus. Seine rastlose Jagd auf die Assassinen führt zum Tod von mehreren hochrangigen Assassinen bis nur noch sein Lehrmeister Achilles und sein ehemaliger Freund Liam bleiben. Als Shay erfährt, dass das Assassinen-Paar einen Eden-Tempel in der Arktis entdeckt hat, welcher einen Edensplitter enthält, verfolgt er sie sofort um ein weiteres Erdbeben zu verhindern.
Im Inneren des Tempels konfrontieren Haytham Kenway und Shay Cormac die beiden Assassinen, Achilles und Liam, mit ihren zerstörerischen Taten. Als Achilles weiteres Blutvergießen zu verhindern versucht, verursacht Liam durch das zufällige Berühren des Edensplitters ein weiteres Erdbeben. Während Haytham Achilles verfolgt, kämpfen Cormac und Liam gegeneinander bis Cormac seinen ehemaligen Freund letztendlich tötet. Shay Cormac kann gerade noch rechtzeitig Haytham davon überzeugen, Achilles’ Leben zu verschonen, dennoch schießt Haytham Achilles ins Knie und lässt ihn verkrüppelt zurück.
Im Jahre 1776 reist Shay Cormac zum Schloss Versailles, um ein Artefakt zu beschaffen, das die Standorte von Erdbebenauslösern zeigt. Dieses ist jedoch im Besitz des Assassinen Charles Dorian. In der Schlussszene eliminiert Shay Dorian, wodurch ein Übergang zum parallel veröffentlichten Spiel Assassin’s Creed Unity geschaffen wird und Shay gewissermaßen als Dorians Mörder entlarvt wird. In einem abschließenden Monolog bekräftigt Shay sein Engagement für die Sache der Templer und sieht voraus, dass die Templer als Reaktion auf den Amerikanischen Unabhängigkeitskrieg durch die Assassinen bald ihre eigene Revolution starten werden.
In der Gegenwart bringt der Spieler Shay Cormacs Erinnerungen in den Animus-Server online. Unter der Leitung vom Abstergo-Chef und Templer Otso Berg, wird der ganzen Welt enthüllt, wie nah Achilles Davenport und die Assassinen dran waren, die Welt komplett zu zerstören. Als Belohnung und zum Abschluss des Spieles hat der Spieler die Auswahl, sich dem Templerorden anzuschließen oder zu sterben.

## Spielprinzip und Technik
Bei Assassin’s Creed Rogue handelt es sich um ein Action-Adventure mit offener Spielwelt, das aus der Third-Person-Perspektive präsentiert wird. Das bereits in Vorgängern eingeführte System für maritime Kriegsführung spielt erneut eine Rolle, wobei das Schiff über neue Waffen verfügt. Das Spiel enthält im Gegensatz zu den meisten seiner Vorgänger keinen Mehrspielermodus.

## Entwicklungs- und Veröffentlichungsgeschichte
Neben der Standardedition des Spiels erschien auch eine „Collector’s Edition“, welche ein Artbook, drei Lithografien, eine Soundtrack-CD sowie zwei zusätzliche Singleplayer-Missionen enthält. Zudem gab es ein Vorbestellerpaket.
Am 20. März 2018 erschien das Spiel zudem in einer grafisch überarbeiteten Fassung mit dem Zusatz Remastered für Xbox One und Playstation 4. Diese Version bietet je nach System eine 4K-Auflösung, verbesserte Licht- und Schatteneffekte sowie eine allgemein flüssigere Darstellung, darüber hinaus sind alle bisher erschienenen DLC-Inhalte enthalten und direkt im Spiel integriert.

### Leak
Bereits am 19. März 2014 wurden der Internetseite Kotaku Screenshots zu einem Assassin’s-Creed-Spiel zugespielt. Neben einem Spiel, das Unity heißen sollte und während der Französischen Revolution spiele, spricht der Leak von einem Spiel namens Assassin’s Creed Comet. Ein weiterer Leak Ende März 2014 gab neue Informationen zu Comet bekannt. Hiernach würde sich das Spiel rund um einen Templer namens Shay drehen und in Nordamerika spielen. Hierbei handelte es sich um das Spiel Assassin’s Creed Rogue und die Informationen aus dem zweiten Leak erwiesen sich als korrekt. Am 5. August 2014 leakte zudem ein erster Trailer zu Assassin’s Creed Rogue in schlechter Qualität. Verschiedene Kopien dieses Trailers auf YouTube oder DailyMotion wurden umgehend wieder entfernt. Noch am gleichen Tag wurde das Cover der Septemberausgabe des Gameinformer-Magazins enthüllt, welches Assassin’s Creed Rogue offiziell ankündigte. Zu diesem Zeitpunkt wurde auch der zuvor geleakte Trailer offiziell enthüllt.

## Rezeption
Assassin’s Creed Rogue erhielt gemischte bis positive Bewertungen. Die Rezensionsdatenbank Metacritic aggregiert 25 Rezensionen zu einem Mittelwert von 74.
Die deutschsprachige Fachzeitschrift GameStar notierte ein Spaß bereitendes „atmosphärisches Effektfeuerwerk“ sowie eine „gewohnt starke“ musikalische Untermalung und Synchronisation. Kritisiert wurden unübersichtliche Kameraperspektiven während der Seegefechte und das unoriginelle Spielprinzip, das bis auf wenige Ausnahmen identisch mit dem des Vorgängerspiels sei.